# Apotolamprus mahajangaensis
Apotolamprus mahajangaensis är en skalbaggsart som beskrevs av Olivier Montreuil 2008. Apotolamprus mahajangaensis ingår i släktet Apotolamprus och familjen bladhorningar. Inga underarter finns listade i Catalogue of Life.